# Kela (institution)
Pour les articles homonymes, voir Kela.
L'agence de sécurité sociale de Finlande (finnois : Kansaneläkelaitos, en abrégé Kela, suédois : Folkpensionsanstalten, Fpa) est une agence gouvernementale chargée de gérer les programmes de la sécurité sociale  en Finlande.

## Histoire
Kela est fondée en 1937 pour gérer le  paiement des retraites .
Dans les années 1980 et 1990, ses missions sont étendues à la gestion des allocations familiales, de l'assurance chômage, de l'assurance maladie et aux aides financières aux étudiants.

## Fonctionnement

### Financement
En 2015, le financement de Kela est assuré par l' État (69 %),
les cotisations d'assurance maladie des employeurs et des assurés (24 %) ainsi que les  municipalités (6 %).
En 2015, les dépenses sociales en Finlande sont en totalité de 67,3 milliards d'euros, dont 20 % pour Kela.

### Directeurs généraux de Kela
| Période   | Directeur         |
| --------- | ----------------- |
| 2020–     | Outi Antila       |
| 2017–2019 | Elli Aaltonen     |
| 2010–2016 | Liisa Hyssälä     |
| 2000–2010 | Jorma Huuhtanen   |
| 1993–2000 | Pekka Tuomisto    |
| 1971–1993 | Jaakko Pajula     |
| 1954–1971 | V. J. Sukselainen |
| 1946–1954 | Eino E. Louhio    |
| 1944–1945 | Väinö Arola       |
| 1937–1944 | Eero Rydman       |

### Prestations
En 2019, les prestations versées par Kela sont de 14,89 milliards d'euros:
| Prestation                         | Montant 2019 (M €) | Montant 2018 (M €) | Variation (%) |
| ---------------------------------- | ------------------ | ------------------ | ------------- |
| Retraite                           | 2 324,3 M €        | 2 357,2 M €        | −1,4 %        |
| Invalidité                         | 551,4 M €          | 557,4 M €          | −1,1 %        |
| Assurance maladie                  | 4 288,8 M €        | 4 163,4 M €        | 3,0 %         |
| Réhabilitation                     | 531,7 M €          | 482,4 M €          | 10,2 %        |
| Sécurité chômage                   | 1 870,4 M €        | 1 965,2 M €        | −4,8 %        |
| Allocations familiales             | 1 883,3 M €        | 1 918,3 M €        | −1,8 %        |
| Aide aux étudiants                 | 543,7 M €          | 519,0 M €          | 4,8 %         |
| Allocation de logement de retraité | 616,2 M €          | 600,1 M €          | 2,7 %         |
| Allocation de logement générale    | 1 491,0 M €        | 1 489,0 M €        | 0,1 %         |
| Aide de base au revenu             | 698,4 M €          | 716,0 M €          | −2,4 %        |
| Autres avantages                   | 93,6 M €           | 103,9 M €          | −9,9 %        |
| Total des prestations versées      | 14 893,1 M €       | 14 871,7 M €       | 0,1 %         |